# 11264 Claudiomaccone
11264 Claudiomaccone là một tiểu hành tinh vành đai chính quỹ đạo Mặt trời. Nó được phát hiện năm 1979 bởi Nikolai Chernykh và đặt tên theo tên nhà thiên văn học người Ý Claudio Maccone.